# Тереза Расселл
Тереза Расселл (англ. Theresa Russell; 20 березня 1957) — американська акторка та модель.

## Біографія
Народилася 20 березня 1957 року в Сан-Дієго, штат Каліфорнія, в роині Керол Платт і Джеррі Расселла Паупа. Навчалася в школі Бербанка, але не закінчила її.
У 1982 році одружилася з англійським режисером Ніколасом Роугом. Народила двох дітей — Стеттен (1983) і Максимілліан (1985). Пізніше розлучилася.

## Кар'єра
У 12 років Тереза почала кар'єру в шоубізнесі, кинувши школу і ставши моделлю. Пізніше Расселл вивчала акторську майстерність у Театральному інституті Лі Страсберга. Кінодебютом став фільм Еліа Казана «Останній магнат» (1976) з Робертом Де Ніро в головній ролі. У 1978 році знялася у фільмі «Виправний термін» з Дастіном Гоффманом. У 1980 році виконала роль у Ніколаса Роуга «Нетерпіння почуттів». Також знімалася у таких фільмах, як «Нетерпіння почуттів» (1980), «Еврика» (1983), «Нікчема» (1985), «Арія» (1987), «Чорна вдова» (1987), «Повія» (1991), «Кафка» (1991).

## Фільмографія
| Рік  |    | Українська назва                     | Оригінальна назва                                 | Роль                         |
| ---- | -- | ------------------------------------ | ------------------------------------------------- | ---------------------------- |
| 1976 | ф  | Останній магнат                      | The Last Tycoon                                   | Сесілія Бреді                |
| 1978 | ф  | Виправний термін                     | Straight Time                                     | Дженні Мерсер                |
| 1979 | тф | Сліпа амбіція                        | Blind Ambition                                    | Морін Дін                    |
| 1980 | ф  | Нетерпіння почуттів                  | Bad Timing                                        | Мілена Флаерті               |
| 1983 | ф  | Еврика                               | Eureka                                            | Трейсі                       |
| 1984 | ф  | На жалі бритви                       | The Razor's Edge                                  | Софі Макдональд              |
| 1985 | ф  | Нікчема                              | Insignificance                                    | актриса                      |
| 1987 | ф  | Чорна вдова                          | Black Widow                                       | Кетрін                       |
| 1987 | ф  | Арія                                 | Aria                                              | Кінг Зог                     |
| 1988 | ф  | Шлях 29                              | Track 29                                          | Лінда Генрі                  |
| 1989 | ф  | Речовий доказ                        | Physical Evidence                                 | Дженні Гадсон                |
| 1990 | ф  | Імпульс                              | Impulse                                           | Лотті Мейсон                 |
| 1991 | ф  | Повія                                | Whore                                             | Ліз                          |
| 1991 | ф  | Холодні небеса                       | Cold Heaven                                       | Марі Девенпорт               |
| 1991 | ф  | Кафка                                | Kafka                                             | Габріела                     |
| 1993 | тф | Водою не розлити                     | Thicker Than Water                                | Деббі / Джо                  |
| 1993 | с  | Жіноче керівництво по невірності     | A Woman's Guide to Adultery                       | Роуз                         |
| 1994 | ф  | Шпигун усередині                     | The Flight of the Dove                            | Мері Енн Каррен              |
| 1994 | ф  | Бути людиною                         | Being Human                                       | оповідач                     |
| 1995 | ф  | Пригоди янкі при дворі короля Артура | A Young Connecticut Yankee in King Arthur's Court | Морган ле Фей                |
| 1995 | ф  | Гротеск                              | The Grotesque                                     | Леді Гаррієт Коал            |
| 1995 | тф | Компроміс                            | Trade-Off                                         | Джекі Деніелс                |
| 1995 | кф | Готель Перадайз                      | Hotel Paradise                                    |                              |
| 1996 | в  | Ворог суспільства № 1                | Public Enemies                                    | Кейт «Ма» Баркер             |
| 1996 | тф | Фатальна зустріч                     | Once You Meet a Stranger                          | Марго Ентоні                 |
| 1996 | ф  | Пропозиція                           | The Proposition                                   | Кетрін Морган                |
| 1998 | ф  | Жінка, що біжить                     | Running Woman                                     | Емілі Руссо                  |
| 1998 | ф  | Дикі штучки                          | Wild Things                                       | Сандра Ван Раян              |
| 1999 | с  | Добро проти зла                      | G vs E                                            | Ріс Тассел                   |
| 2000 | с  | Детектив Неш Бріджес                 | Nash Bridges                                      | Еллен Голідей / Сара Вільямс |
| 2000 | ф  | Місто вдачі                          | Luckytown                                         | Стелла                       |
| 2001 | ф  | Фанатик                              | The Believer                                      | Ліна Мебіус                  |
| 2001 | тф | Земля проти павука                   | Earth vs. the Spider                              | Тріксі Грілло                |
| 2002 | тф | Проект «Гадюка»                      | Project Viper                                     | доктор Ненсі Бернгем         |
| 2002 | с  | Місто Демонів 2: Темрява наступає    | Glory Days                                        | Гейзел Вокер                 |
| 2002 | ф  | Будинок по сусідству                 | The House Next Door                               | Гелен Шмідт                  |
| 2002 | ф  | Апасіоната                           | Passionada                                        | Лоїс Варгас                  |
| 2002 | ф  | Зараз і назавжди                     | Now & Forever                                     | Дорі Вілсон                  |
| 2003 | ф  |                                      | Save It for Later                                 | Джекі О'Коннор               |
| 2003 | ф  | Фатальна знахідка                    | The Box                                           | Дора Бейкер                  |
| 2003 | тф | Погоня за Алісою                     | Chasing Alice                                     |                              |
| 2003 | тф | Любов приходить тихо                 | Love Comes Softly                                 | Сара Грем                    |
| 2005 | тф | Сліпа несправедливість               | Blind Injustice                                   | Джоанна Бартлетт             |
| 2005 | тф | Падіння імперії                      | Empire Falls                                      | Шарлін                       |
| 2006 | с  | Закон і порядок: Злочинний намір     | Law & Order: Criminal Intent                      | Регіна Рід                   |
| 2007 | с  | Американська спадкоємиця             | American Heiress                                  | Джордан Вейкфілд             |
| 2007 | ф  | Людина-павук 3                       | Spider-Man 3                                      | Емма Марко                   |
| 2007 | ф  | На ляльці                            | On the Doll                                       | Діана                        |
| 2008 | ф  | Темний світ                          | Dark World                                        | Ніколь                       |
| 2008 | ф  | Шанс китайця                         | Chinaman's Chance: America's Other Slaves         | місіс Вільямс                |
| 2008 | ф  | Джолін                               | Jolene                                            | тітка Кей                    |
| 2009 | ф  | Життя починається в 16               | 16 to Life                                        | Луїза                        |
| 2009 | с  | Межа                                 | Fringe                                            | Ребекка Кібнер               |
| 2010 | с  | Детектив Раш                         | Cold Case                                         | Рейчел Мелоун                |
| 2011 | ф  | Позбудься мене                       | Rid of Me                                         | місіс Локвуд                 |
| 2011 | ф  | Природжений гонщик                   | Born to Ride                                      | Френсіс Каллаган             |
| 2011 | ф  | Вулиця                               | 1 Out of 7                                        | мама Лексі                   |
| 2012 | ф  | Легенди Нетаї                        | The Legends of Nethiah                            | мати Нетаї                   |
| 2012 | тф | Ліз та Дік                           | Liz & Dick                                        | Сара Тейлор                  |
| 2013 | тф | Видалити                             | Delete                                            | Фіона                        |
| 2014 | ф  |                                      | Moving Mountains                                  | Тріш Брегг                   |
| 2016 | ф  | Зимова роза                          | A Winter Rose                                     | Рейчал Лав                   |